# Loxopsis superba
Loxopsis superba är en insektsart som beskrevs av Ludwig Redtenbacher 1908. Loxopsis superba ingår i släktet Loxopsis och familjen Diapheromeridae. Inga underarter finns listade i Catalogue of Life.